# Internet Broadway Database
A Internet Broadway Database (IBDb) é um banco de dados online de informações sobre as produções e personalidades presentes no Teatro Broadway.